# Jarmo Kytölehto
Jarmo Kytölehto (ur. 23 czerwca 1961 w Petäjävesi) – fiński kierowca rajdowy. W swojej karierze wywalczył mistrzostwo Finlandii w grupie A i grupie N oraz dwukrotnie stawał na podium Mistrzostw Świata.
W 1990 Kytölehto roku zadebiutował w Rajdowych Mistrzostwach Świata. Pilotowany przez Kariego Jokinena i jadący Oplem Kadettem GSI 16V nie ukończył wówczas Rajdu Finlandii. W 1992 roku jadąc Mitsubishi Galantem VR-4 dwukrotnie zdobył punkty do klasyfikacji Mistrzostw Świata - zajął 10. miejsca w Rajdzie Szwecji i Rajdzie Finlandii. W 1993 roku zdobył 2 punkty za zajęcie 9. pozycji w Rajdzie Szwecji, a w klasyfikacji Production Car WRC był trzeci. Z kolei w 1994 roku był ósmy w Rajdzie Finlandii, a w 1995 roku zajął tę samą pozycję w Rajdzie Wielkiej Brytanii. W 1996 roku był członkiem zespołu Blue Rose Team i startując samochodem Ford Escort RS Cosworth stanął na podium w Rajdzie Finlandii (za 3. miejsce otrzymał 12 punktów do klasyfikacji MŚ). W 1997 roku będąc kierowcą Forda Escorta WRC powtórzył sukces sprzed roku i ponownie był trzeci w Rajdzie Finlandii. Od 1990 do 1999 roku wystąpił w 23 rajdach Mistrzostw Świata. Zdobył 26 punktów i dwukrotnie stawał na podium.
Swoje sukcesy Kytölehto osiągał także na rodzimych trasach, w Finlandii. W latach 1990 i 1991 jako kierowca Opla Kadett GSI 16V wywalczył mistrzostwo Finlandii w grupie A. Z kolei w 1992 roku jadąc Mitsubishi Galantem VR-4 został mistrzem swojego kraju w grupie N.

## Występy w mistrzostwach świata
| Sezon | Zespół                              | Samochód                                  | 1       | 2          | 3          | 4          | 5             | 6         | 7             | 8             | 9             | 10              | 11        | 12                       | 13        | 14              | 15 | 16 | Punkty | Miejsce |
| ----- | ----------------------------------- | ----------------------------------------- | ------- | ---------- | ---------- | ---------- | ------------- | --------- | ------------- | ------------- | ------------- | --------------- | --------- | ------------------------ | --------- | --------------- | -- | -- | ------ | ------- |
| 1990  | Jarmo Kytölehto                     | Opel Kadett GSI 16V                       | MCO     | POR        | KEN        | FRA        | GRE           | NZL       | ARG           | FIN NU        | AUS           | ITA             | CIV       | GBR                      |           |                 |    |    | 0      | -       |
| 1991  | Jarmo Kytölehto                     | Opel Kadett GSI 16V                       | Monako  | Szwecja    | Portugalia | Kenia      | Francja       | Grecja    | Nowa Zelandia | Argentyna     | 18            | Australia       | Włochy    | Wybrzeże Kości Słoniowej | Hiszpania | Wielka Brytania |    |    | 0      | -       |
| 1992  | Mitsubishi Ralliart Finland         | Mitsubishi Galant VR-4                    | Monako  | 10         | Portugalia | Kenia      | Francja       | Grecja    | Nowa Zelandia | Argentyna     | 10            | NU              | Włochy    | Wybrzeże Kości Słoniowej | Hiszpania | NU              |    |    | 2      | 66.     |
| 1993  | Mitsubishi Ralliart Finland         | Mitsubishi Galant VR-4                    | Monako  | 9          | Portugalia | Kenia      | Francja       | Grecja    | Argentyna     | Nowa Zelandia | 11            | Australia       | Włochy    | Hiszpania                | 11        |                 |    |    | 2      | 55.     |
| 1994  | Mitsubishi Ralliart Finland         | Mitsubishi Lancer RS                      | Monako  | Portugalia | Kenia      | Francja    | Grecja        | Argentyna | Nowa Zelandia | 8             | Włochy        | Wielka Brytania |           |                          |           |                 |    |    | 3      | 36.     |
| 1995  | Finnish Junior Rally Team Nissan F2 | Opel Astra GSI 16V Nissan Sunny GTI       | Monako  | 14         | Portugalia | Francja    | Nowa Zelandia | Australia | Hiszpania     | 8             |               |                 |           |                          |           |                 |    |    | 3      | 21.     |
| 1996  | Blue Rose Team                      | Ford Escort RS Cosworth                   | Szwecja | Kenia      | Indonezja  | Grecja     | Argentyna     | 3         | Australia     | NU            | NU            |                 |           |                          |           |                 |    |    | 12     | 12.     |
| 1997  | Blue Rose Team                      | Ford Escort WRC                           | Monako  | Szwecja    | Kenia      | Portugalia | Hiszpania     | Francja   | Argentyna     | Grecja        | Nowa Zelandia | 3               | Indonezja | Włochy                   | Australia | Wielka Brytania |    |    | 4      | 13.     |
| 1998  | 555 Subaru WRT Vauxhall Motorsport  | Subaru Impreza WRC Vauxhall Astra Kit Car | Monako  | Szwecja    | Kenia      | Portugalia | Hiszpania     | Francja   | Argentyna     | Grecja        | Nowa Zelandia | 8               | Włochy    | Australia                | 14        |                 |    |    | 0      | -       |
| 1999  | Vauxhall Motorsport                 | Vauxhall Astra Kit Car                    | Monako  | Szwecja    | Kenia      | Portugalia | Hiszpania     | Francja   | Argentyna     | Grecja        | Nowa Zelandia | 16              |           | 20                       | Australia | 19              |    |    | 0      | -       |